# Open Access Week
Open Access Week (semaine du libre accès) est une semaine internationale en faveur du libre accès aux publications scientifiques ; c'est un événement annuel du monde scientifique marqué par l'organisation de multiples conférences, séminaires ou annonces sur le thème du libre accès, le futur de la recherche académique et le partage des connaissances. 

## Historique
Le 15 février 2007, deux associations américaines, Students for Free Culture et TaxPayers' Alliance mettent en place une journée dédiée au libre accès (National Day of Action for Open Access). En raison du succès de cette manifestation initiale, elle est reconduite l'année suivante, le 14 octobre 2008. L'événement tend dès lors à se mondialiser et est devenu un rendez-vous régulier, étendu à une semaine en 2009, de la recherche scientifique internationale. 
L'édition 2009 fut la première à se tenir sur une semaine, du 19 au 23 octobre 2009. 
En 2010, l’événement fut étendu au week-end, et organisé la semaine du 18 au 24 octobre 2010. 
Depuis 2011, où elle se tint du 24 au 30 octobre, l'Open Access Week se déroule la dernière semaine complète d'octobre : 
- 2012, semaine du 22 au 28 octobre[4].
- 2013, semaine du 21 au 27 octobre.
- 2014, semaine du 20 au 26 octobre.
- 2015, semaine du 19 au 25 octobre.
- 2016, semaine du 24 au 30 octobre.
- 2017, semaine du 23 au 29 octobre.
- 2018, semaine du 22 au 28 octobre.
- 2019, semaine du 21 au 27 octobre[5].
- 2020, semaine du 19 au 25 octobre[6].

## Organisation
L'Open Access Week fédère de multiples initiatives prises à l'échelle nationale ou locale par des institutions, des associations ou des collectifs de chercheurs. L'ensemble des événements sont référencés sur Open Access Directory,,.
En France, le réseau social scientifique MyScienceWork a coordonné à l'échelle nationale l'Open Access Week 2012 et 2013. Depuis 2014, c'est le consortium Couperin qui centralise les informations sur les manifestations organisées en France.

### Thèmes

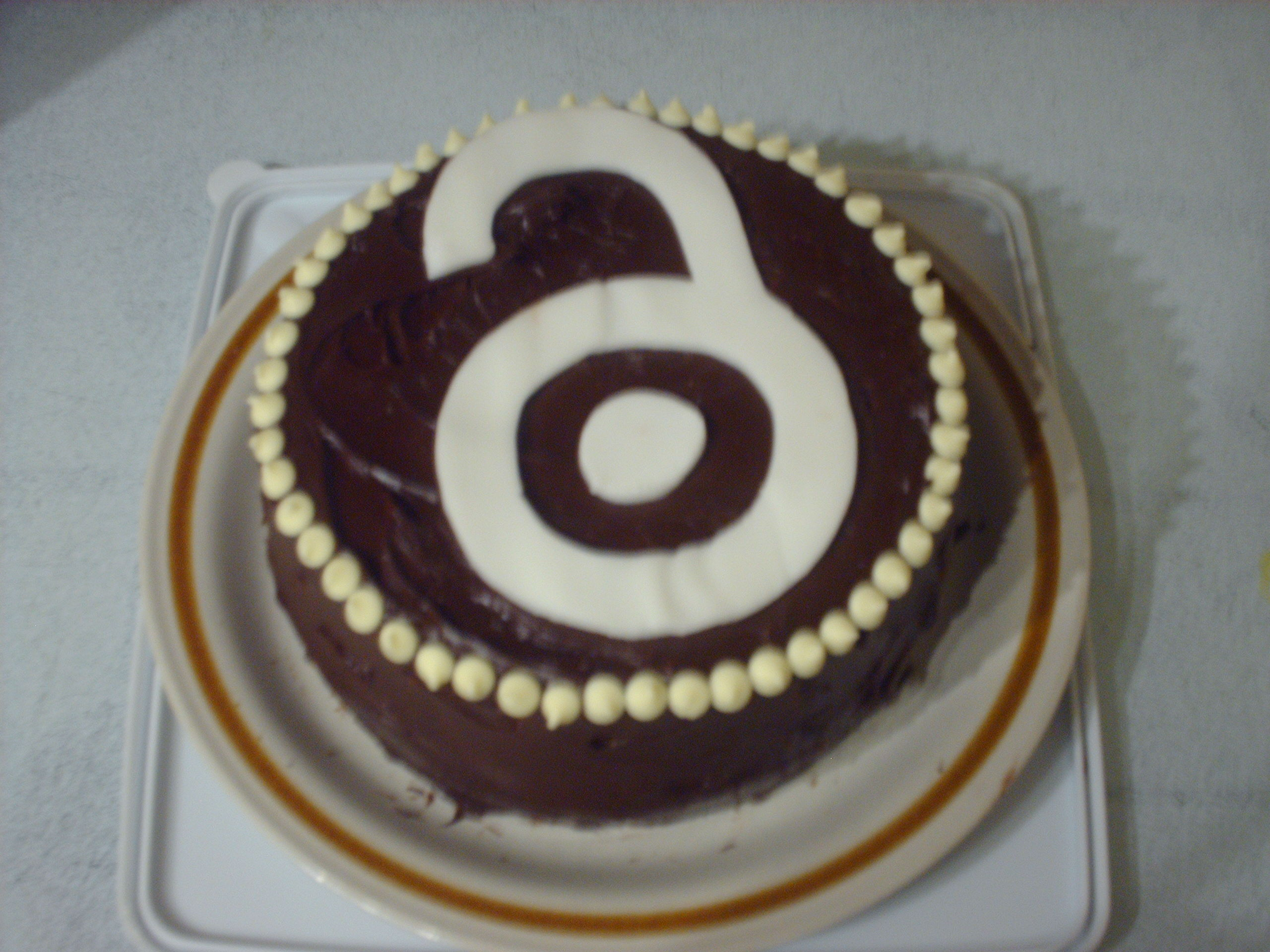
Gâteau « libre accès » (2010).

Pendant les premières années, les organismes célébrant l'Open Access Week définissaient leurs propres thèmes séparément. Depuis 2012, un thème officiel est défini. Un comité de sélection, le  « Open Access Week Advisory Committee » est chargé du choix, faisant l'objet d'une proclamation particulière lors des évènements de lancement qui se tient dans les locaux de la Banque mondiale.
- 2019 : Open for whom? Equity in OpenKnowledge.
- 2018 : Designing Equitable Foundations for Open Knowledge (« Concevoir des bases équitables pour des savoirs libres »)
- 2017 : Open In Order To
- 2016 : Open in Action
- 2015 : Open in Collaboration  (« Ouvert pour la collaboration »)
- 2014 : Generation Open
- 2013 : Redefining impact
- 2012 : Set the default to open access

En France, des manifestations ont lieu dans divers établissements, à l'occasion des semaines d'accès ouvert. Ainsi, en 2019, le CNAM lance sont portail HAL à cette occasion ; à Strasbourg, l'université organise une « Semaine internationale du libre accès »

## Événements emblématiques
- En 2011, la Royal Society de Londres saisit l'occasion de la Open Access Week pour faire connaître son intention de mettre en place un accès libre à ses archives de 1665 à 1941[15].